# Helix (telessérie)
Helix é uma série de TV americana de ficção científica que estreou em 10 de janeiro de 2014 no canal Syfy. A trama se passa no Ártico, onde o Dr. Hiroshi Hatake, cientista chefe da base de pesquisas científicas da ILARIA, envia um pedido de ajuda à cientistas do CDC (Centro de Controle de Doenças), que são convocados para conter um surto causado por um vírus destruidor até então desconhecido. No decorrer de todo o procedimento são revelados segredos que podem mudar a vida de todos eles, ao passo que mortes e conflitos internos entre os personagens se estabelecem em um clima de tensão. Isolados no meio do nada, cercados de gelo e em quarentena, esses sobreviventes são obrigados a colaborar entre si, se quiserem permanecer vivos.
Os produtores executivos de Helix são Ronald D. Moore, Lynda Obst, Steven Maeda e Cameron Porsandeh, com Maeda servindo como showrunner do dia-a-dia.
A primeira temporada consistiu em treze episódios. Em 28 de março de 2014, foi anunciado que a série foi renovada para uma segunda temporada de mais treze episódios, programado para estrear no inverno de 2015.
O AXN Brasil é o canal responsável, no Brasil, pela exibição da série, com previsão de estreia para 8 de agosto de 2014, às 21 horas.

## Elenco

### Principal
| Ator            | Papel                   |
| --------------- | ----------------------- |
| Billy Campbell  | Dr. Alan Farragut       |
| Hiroyuki Sanada | Dr. Hiroshi Hatake      |
| Kyra Zagorsky   | Dr. Julia Walker        |
| Mark Ghanimé    | Major Sergio Balleseros |
| Jordan Hayes    | Dr. Sarah Jordan        |
| Neil Napier     | Dr. Peter Farragut      |

### Recorrente
| Ator                  | Papel                                  |
| --------------------- | -------------------------------------- |
| Meegwun Fairbrother   | Gêmeos Daniel Aerov (ou Miksa) e Tulok |
| Luciana Carro         | Anana                                  |
| Chimwemwe Miller      | Joel Haven                             |
| Catherine Lemieux     | Dr. Doreen Boyle                       |
| Patrick Baby          | Dr. Philippe Duchamp                   |
| Robert Naylor         | A Foice (filho de Constance Sutton)    |
| Penisnelson Sebastiao | Tenente Klein                          |
| Julian Casey          | Dr. Victor Adrian                      |
| Amber Goldfarb        | Jaye Jane Walker                       |
| Alain Goulem          | Dr. Bryce                              |
| Jeri Ryan             | Constance Sutton                       |
| Alexandra Ordolis     | Blake                                  |
| Helen Koya            | Thea/Willa                             |
| Miranda Handford      | Dr. Rae Van Eigem                      |
| Leni Parker           | Dr. Tracey                             |
| Vitali Marakov        | Dr. Dmitri Marin                       |

## Episódios
Predefinição:Anexo:Lista de episódios de Helix

## Recepção
Helix teve recepção geralmente favorável por parte da crítica especializada. Em sua primeira temporada, com base de 15 avaliações profissionais, alcançou uma pontuação de 68% no Metacritic.